# Calodia lateralis
Calodia lateralis är en insektsart som beskrevs av Nielson 1982. Calodia lateralis ingår i släktet Calodia och familjen dvärgstritar. Inga underarter finns listade i Catalogue of Life.